# Prydnadsväxt

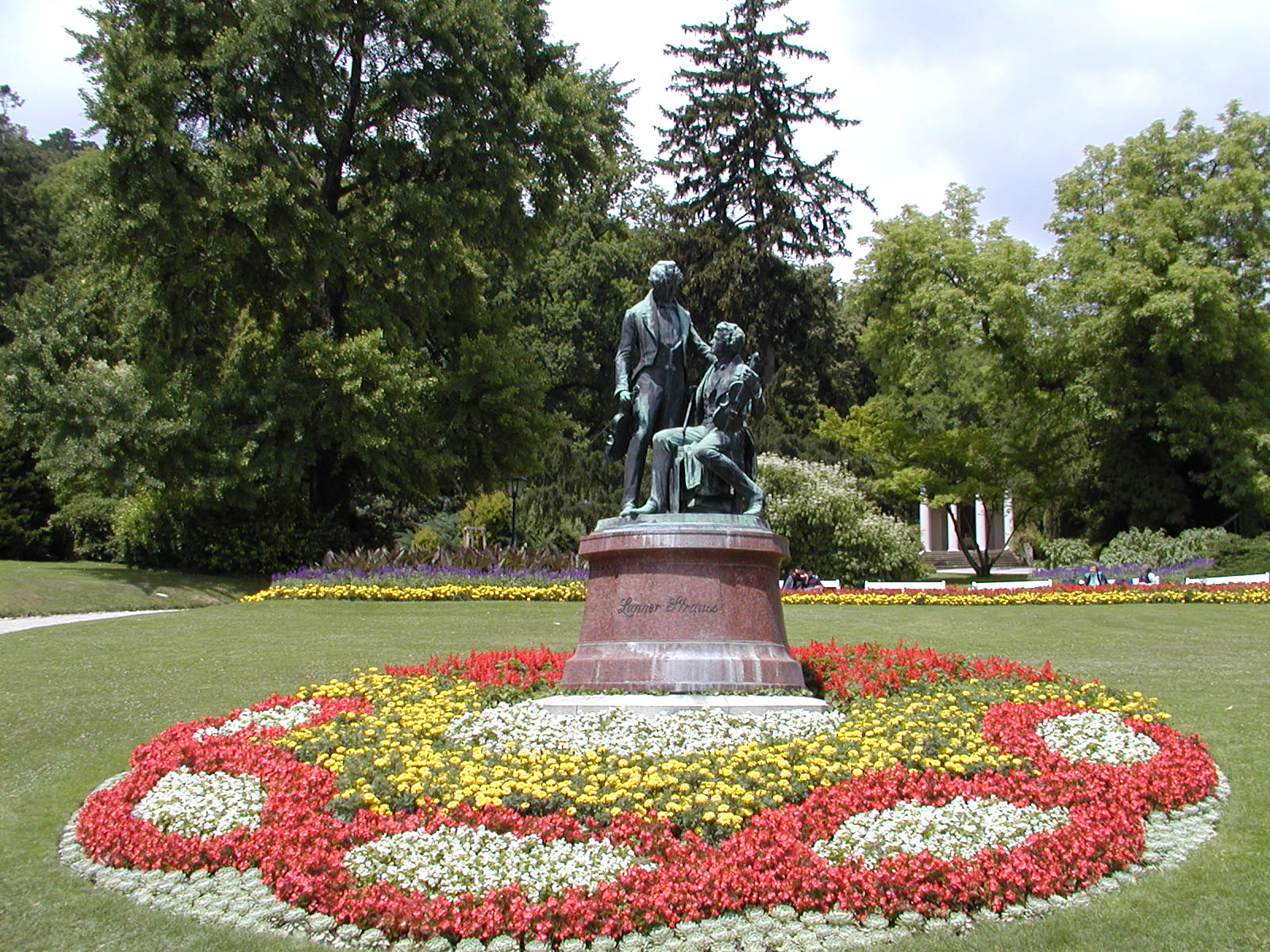
Blommor i en stadspark

En prydnadsväxt är en växt som odlas för sitt utseende till skillnad från en nyttoväxt som odlas för att den ger föda eller någon annan råvara. Prydnadsväxter återfinns ofta i parker och trädgårdar. Prydnadsväxter är också mycket vanliga inomhus.
Såväl örter som buskar och träd hålls idag som prydnadsväxter. Det är mycket vanligt att prydnadsväxter har vackra blommor, men det finns också många exempel på prydnadsväxter som hålls för sin vackra form, frukt, bark, stam, doft, eller lövverk, eller för sina estetiskt tilltalande taggar. Snittblommor och blomsterarrangemang är också en form av prydnadsväxter. När det gäller träd brukar de räknas till prydnadsväxterna när deras primära syfte är att vara vackra, inte att ge frukt, dämpa buller, gränsa av, binda vatten eller bidra med skugga.
Prydnadsväxter kräver ofta särskilt skötsel och omvårdnad. Ofta hör arten hemma i en helt annan del av världen, och vill man hålla den behöver man därför anstränga sig för att ge den nödvändiga livsbetingelser, till exempel när det gäller gödsel, ljusförhållanden och vattning eller luftfuktighet. Det är också vanligt att man håller hybrider och framodlade växtvarianter som prydnadsväxter. Dessa återfinns sällan eller aldrig i det vilda, och skötselkraven kan därför vara mycket speciella. I andra fall kräver växten inte omvårdnad för att överleva, men om plantan överges förlorar den de kvalitéer som gör den till en uppskattad prydnadsväxt. Så är till exempel fallet med bonsaiväxter, som kräver kontinuerlig trimning för att bibehålla den åtråvärda formen. På motsvarande sätt kan vissa prydnadsväxter ibland behöva längre perioder av mycket ovarsam skötsel. För att gå i blom behöver exempelvis en del äkta kaktusar flera månaders vila i låga temperaturer, nästan helt utan näring och vatten. Vid högre temperaturer med tillgång till fukt och näring kan de ofta växa vidare många år, men de blommar inte.
Det vanligt att man odlar plantor som är vackra samtidigt som de har någon annan praktisk funktion, till exempel att producera frukt. I västvärlden använder vi idag våra trädgårdar för rekreation snarare än för att producera medicinalväxter eller livsmedel, och gränsen mellan så kallade nyttoväxter och prydnadsväxter blir därför alltmer flytande. En nyponrosbuske där nyponen aldrig plockas utan får sitta kvar som dekoration kan till exempel ses som en prydnadsväxt, trots att den historiskt ansetts vara en nyttoväxt, eftersom nyponen kan tas tillvara, exempelvis som föda. Andra växter har rört sig i motsatt riktning. När Aloe vera började hållas som krukväxt i svenska hem sågs den av de allra flesta som en renodlad prydnadsväxt, men idag är många människor istället lockade av dess påstått positiva egenskaper som medicinalväxt.